# Абрамовская Долина
Абрамовская Долина (укр. Абрамівська Долина) — село на Украине, находится в Черневецком районе Винницкой области.
Код КОАТУУ — 0524984503. Население по переписи 2001 года составляет 316 человек. Почтовый индекс — 24100. Телефонный код — 4357.
Занимает площадь 0,902 км².
В селе есть несколько улиц, одна из которых названа в честь генерала Ивана Семёновича Полбина.

## Адрес местного совета
24106, Винницкая область, Черневецкий р-н, с. Мазуровка, ул. Ленина, 70